# Gunnar Már Guðmundsson
Gunnar Már Guðmundsson (ur. 15 grudnia 1983) – islandzki piłkarz, grający na pozycji pomocnika.

## Kariera klubowa
Wychowanek islandzkiego klubu Fjölnir, w którym występował do sezonu 2009. W kolejnych rozgrywkach przeniósł się do Hafnarfjarðar, a w sezonie 2011 był graczem klubu Þór Akureyri. Od 2012 roku reprezentuje barwy klubu Vestmannaeyja.

## Kariera reprezentacyjna
Guðmundsson w reprezentacji Islandii zadebiutował 22 marca 2009 roku w towarzyskim meczu przeciwko Wyspom Owczym. Na boisku pojawił się w 61 minucie. Do tej pory rozegrał w niej jedno spotkanie (stan na 8 czerwca 2013).
| Mecze i gole w reprezentacji | Mecze i gole w reprezentacji | Mecze i gole w reprezentacji | Mecze i gole w reprezentacji | Mecze i gole w reprezentacji | Mecze i gole w reprezentacji | Mecze i gole w reprezentacji |
| #                            | Data                         | Stadion                      | Rywal                        | Wynik                        | Gol                          | Rozgrywki                    |
| 2009                         | 2009                         | 2009                         | 2009                         | 2009                         | 2009                         | 2009                         |
| ---------------------------- | ---------------------------- | ---------------------------- | ---------------------------- | ---------------------------- | ---------------------------- | ---------------------------- |
| 1.                           | 22.03.2009                   | Kópavogur, Islandia          | Wyspy Owcze                  | 1:2                          | 0                            | towarzyski                   |

## Sukcesy
- Puchar Islandii: 2010 (FH)
- Superpuchar Islandii: 2010 (FH)